# IC 5382
IC 5382 ist eine Balken-Spiralgalaxie vom Hubble-Typ SBb im Sternbild Tukan am Südsternhimmel. Sie ist rund 387 Millionen Lichtjahre von der Milchstraße entfernt und hat einen Durchmesser von etwa 90.000 Lichtjahren.
Das Objekt wurde im Jahr 1903 von Royal Frost entdeckt.